# Bodasjön, Lilla Edets kommun
Bodasjön eller Prässebosjön är en sjö i Lilla Edets kommun i Västergötland och ingår i Göta älvs huvudavrinningsområde. Sjön är 12,9 meter djup, har en yta på 0,687 kvadratkilometer och befinner sig 47,6 meter över havet. Sjön avvattnas av vattendraget Gårdaån.
Vid sjöns nordöstra strand finns det en anlagd badstrand, med en mindre fotbollsplan och kiosk.

## Delavrinningsområde
Bodasjön ingår i delavrinningsområde (643988-128538) som SMHI kallar för Mynnar i Göta älvs vattendragsyta. Medelhöjden är 63 meter över havet och ytan är 60,35 kvadratkilometer. Det finns inga avrinningsområden uppströms utan avrinningsområdet är högsta punkten. Gårdaån som avvattnar avrinningsområdet har biflödesordning 2, vilket innebär att vattnet flödar genom totalt 2 vattendrag innan det når havet efter 44 kilometer. Avrinningsområdet består mestadels av skog (56 %), öppen mark (13 %) och jordbruk (26 %). Avrinningsområdet har 0,68 kvadratkilometer vattenytor vilket ger det en sjöprocent på 1,1 %. Bebyggelsen i området täcker en yta av 0,96 kvadratkilometer eller 2 % av avrinningsområdet.